# Parc botanique Reine-Élisabeth-II
Le parc botanique Reine-Élisabeth-II est un jardin extérieur et un centre de protection de la vie sauvage situés dans le district North Side sur l'île de Grand Cayman, dans les Îles Caïmans. Il appartient conjointement au gouvernement des Îles Caïmans et au National Trust for the Cayman Islands (en), un groupe voué à la préservation des environnements naturels et des lieux d'importance historique dans les îles. Ouvert en 1994 avec uniquement le Woodland Trail terminé, le parc abrite également le Floral Color Garden, un jardin historique des Îles Caïmans, un lac, une exposition sur les orchidées et des iguanes bleu. Le parc propose également une boutique de souvenirs et un centre d'interprétation pour les visiteurs, point de départ à partir duquel les visiteurs peuvent accéder au Woodland Trail et à d'autres jardins.

## Historique et conservation
La réflexion sur la présence d'un parc botanique a commencé à la fin des années 1980 avec des plans élaborés par Carl Bray, responsable du patrimoine culturel et paysager. Le parc a été officiellement ouvert en 1994 par la reine Élisabeth II. Au moment de l'ouverture du parc, seul le Woodland Trail était achevé, le reste du parc ayant été terminé section par section au cours des années suivantes.
Le parc répond également aux besoins de conservation de la nature, notamment la flore et la faune originaires des Îles Caïmans. Des plantes uniques dans les Îles Caïmans ont été plantées et sont entretenues dans toutes les zones gérées par le parc. Il fait partie de la Botanic Park and Salina Reserve Important Bird Area (en), identifiée comme telle par Birdlife International car elle abrite des populations de plusieurs espèces d'oiseaux menacées ou rares. Il est entouré par la forêt de Frank Sound (en), une zone importante pour la conservation des oiseaux.

## Expositions naturelles

### Woodland Trail et habitat de l'iguane bleu
Le Woodland Trail a été la première exposition naturelle à ouvrir lors de la création du parc en 1994. On estime actuellement qu'il abrite plus de 50% de la flore originaire des îles Caïmans. Le sentier a été aménagé pour permettre d'avoir une vue unique du paysage naturel qui occupe une grande partie de l'île de Grand Cayman. Le sentier, d'une longueur d'environ 1,3 km, présente plusieurs habitats comprenant des arbres rares et originaires des îles comme l'Erythrina velutina et des Thrinax et il serpente à travers des zones contenant des marais, des sols secs, et des acajous peuvent être contemplés
L'habitat de l'iguane bleu, développé et géré par le National Trust of Cayman Islands Blue Iguana Recovery Program, est à peu près situé à mi-parcours du sentier. Grâce à l'administration et à la gestion prudentes du National Trust, le programme est axé sur le repeuplement de ce reptile, car l'iguane bleu est originaire des îles Caïmanes et est toujours considéré comme une espèce en voie de disparition. La reproduction en captivité a été couronnée de succès depuis sa création, le National Trust ayant fixé son objectif de reproduction à 1 000. Le reptile erre fréquemment dans les zones boisées environnantes le Wilderness Trail, ainsi que les terrains du parc.

### Jardin historique des Îles Caïmans
Le jardin présente des plantes qui font partie de la vie des îles Caïmans depuis l’arrivée des premiers colons et comprend plusieurs zones qui représentent une importance agricole historique dans les îles.
Parmi ces plantes figurent : des plantes-racines et des légumes cultivés et récoltés tout au long de l'histoire des Îles Caïmans, des Thrinax, des arbres utilisés par les Caïmanais pour fabriquer des cordes à partir de chaume, dans le but de pouvoir les utiliser, les vendre et les échanger, un jardin médicinal montrant les types de plantes que les Caïmanais utilisaient pour traiter de façon homéopathique des maladies et des blessures, une zone recouverte de sable entourant une maison caïmanienne vieille de plus de cent ans, qui appartenait auparavant à Julius Rankine, un colon venant de East End, un verger d'arbres fruitiers contenant des bananiers, des arbres à pain et des manguiers. La maison Rankine a été restaurée après avoir été amenée dans le parc et la zone recouverte de sable aménagé et présentant des plantes ornementales traditionnelles qui se trouvaient auprès des maisons à Grand Cayman au début du XXe siècle.

### Jardin floral coloré
Le jardin comprend de vastes zones boisées contenant des arbres originaires des Îles Caïmans ainsi que des espaces verts dégagés, des belvédères et des tonnelles. Il a été conçu pour mettre en valeur une couleur spécifique commençant par le rose puis passant au rouge, à l’orange, au jaune, au blanc, au bleu, au violet et à la lavande. Des tonnelles, des treillis et des belvédères complètent le jardin et lui confèrent un aspect serein et paisible. 56 variétés de papillons différents - dont 5 sont endémiques des Îles Caïmans - vivent sur l'île de Grand Cayman et sont fréquemment observées au sein du jardin floral coloré.

### Expositions d'orchidées
Le jardin et la promenade des orchidées, récemment achevés, propose dix variétés d'orchidées, trois d'entre elles ne se trouvant que dans les Îles Caïmans. L’une des trois fleurs est la fleur nationale du pays, la Myrmecophila thomsoniana var. thomsoniana (fleur endémique des Îles Caïmans. Parmi les autres orchidées exposées se trouve la Tolumnia variegata.

### Le lac
Le lac, jouxtant le jardin floral coloré, couvre environ trois acres. Avant l'état actuel des jardins, des sentiers et des expositions naturelles du parc botanique, il existait un marais naturel faisant partie d'un marécage où poussaient des mangrove à boutons. Au cours de la phase de réflexion concernant l'aménagement du jardin, les architectes du parc ont décidé de transformer la zone de marécage en un petit lac qui servirait d'habitat à plusieurs espèces d'oiseaux, dont notamment le Dendrocygne des Antilles, une espèce menacée. Cet habitat aquatique est devenu de plus en plus important au fur et à mesure que les zones humides de l'île de Grand Cayman ont continué à être perdues au profit du développement. Avec les oiseaux et e la flore aquatique, le lac est un lieu prisé des photographes se rendant dans le parc. En raison de son enclavement sans affluent alimentaire, la taille du lac varie tout au long de l'année, en fonction de la saison des pluies pour le remplir.

### Autres attractions et événements
Le parc botanique dispose également d'une pépinière où l'on peut acheter des plantes conservées. Comme les différentes zones de jardin ont été développées et complétées, les mariages sont devenus un événement populaire dans le parc. Les expositions d'art sont également un événement fréquent au parc botanique. Chaque année, au mois de mars, il accueille le spectacle des orchidées, organisé par le parc et la société des orchidées des Îles Caïmans. Le spectacle encourage la conservation des orchidées originaires des îles Caïmans.